# How Bizarre
How Bizarre est une chanson du groupe néo-zélandais OMC parue en 1995. Elle atteint la première place des classements dans plusieurs pays et est généralement considérée comme un succès sans lendemain.

## Conception
La chanson est écrite par le chanteur Pauly Fuemana (en) et le producteur du groupe Alan Jansson. Le titre mélange des influences polynésiennes, des trompettes mariachi inspirée de Herb Alpert, des guitares acoustiques et un phrasé proche du hip-hop.

## Réception
En 1996, How Bizarre s'est classée numéro 1 des ventes en Nouvelle-Zélande, en Australie, en Irlande et au Canada. Elle atteint également la première place du Top 40 Mainstream, devenant ainsi la première chanson néo-zélandaise en tête d'un classement du Billboard. Aucun autre titre du groupe ne connaîtra la même réussite, ce qui laisse à la chanson l'image d'un succès sans lendemain (« one-hit wonder »).
Le titre apparaît à nouveau dans le classement des ventes en Nouvelle-Zélande après la mort de Pauly Fuemana en 2010.
En 2020, la chanson est l'objet d'un phénomène internet sur TikTok.